# Función suma de divisores
En teoría de números, la función suma de divisores es una función que es una suma sobre la función divisor. Se utiliza con frecuencia en el estudio del comportamiento asintótico de la función zeta de Riemann. Varios de los estudios sobre el comportamiento de la función divisor son a veces llamados problemas del divisor.

## Definición
La función suma de divisores es definida como
{\displaystyle D(x)=\sum _{n\leq x}d(n)=\sum _{j,k \atop jk\leq x}1}
donde 
{\displaystyle d(n)=\sigma _{0}(n)=\sum _{j,k \atop jk=n}1}
es la función divisor. La función divisor cuenta el número de maneras que un número entero n puede ser escrito como producto de dos enteros. Más generalmente, se puede definir
{\displaystyle D_{k}(x)=\sum _{n\leq x}d_{k}(n)=\sum _{mn\leq x}d_{k-1}(n)}
donde dk(n) cuenta el número de maneras que un número entero n puede ser escrito como producto de k números.

## Problema del divisor de Dirichlet
Encontrar una forma cerrada para esta expresión en forma de suma parece no estar al alcance de las técnicas disponibles, pero si es posible dar aproximaciones. El comportamiento principal de la serie no es difícil de obtener. Dirichlet, usando el método de hipérbola de Dirichlet demostró que
{\displaystyle D(x)=x\log x+x(2\gamma -1)+\Delta (x)\ }
donde {\displaystyle \gamma } es la constante de Euler-Mascheroni, y el término no principal como
{\displaystyle \Delta (x)={\mathcal {O}}\left({\sqrt {x}}\right).}
donde, {\displaystyle {\mathcal {O}}} denota la notación de Landau. El problema del divisor de Dirichlet, lo que precisamente expresa, es encontrar el ínfimo de todos los valores {\displaystyle \theta } para los cuales 
{\displaystyle \Delta (x)={\mathcal {O}}\left(x^{\theta +\epsilon }\right)}
se cumple, para todo {\displaystyle \epsilon >0}. A fecha de 2011, el problema sigue sin resolver, los progresos son muy lentos. Varios de los métodos funcionan igual para este problema y para el problema del círculo de Gauss. La sección F1 de Unsolved Problems in Number Theory

inspecciona qué es y no es conocido sobre estos problemas.
- En 1904, Georgi Voronói demostró que el término error puede ser mejorado a {\displaystyle {\mathcal {O}}(x^{1/3}\log x).}[2]
- En 1916, G.H. Hardy mostró que {\displaystyle \inf \theta \geq 1/4}. En particular, él demostró que para alguna constante {\displaystyle K}, existen valores de x para los cuales {\displaystyle \Delta (x)>Kx^{1/4}} y valores de x para los cuales {\displaystyle \Delta (x)<-Kx^{1/4}}.[3]
- En 1922, J. van der Corput mejoró el límite de Dirichlet a {\displaystyle \inf \theta \leq 33/100.}[2]
- En 1928, J. van der Corput demostró que {\displaystyle \inf \theta \leq 27/82.}[2]
- En 1950, Chih Tsung-tao e independientemente en 1953 H. E. Richert demostraron que {\displaystyle \inf \theta \leq 15/46.}[2]
- En 1969, Grigori Kolesnik demostró que {\displaystyle \inf \theta \leq 12/37}.[2]
- En 1973, Grigori Kolesnik demostró que {\displaystyle \inf \theta \leq 346/1067}.[2]
- En 1982, Grigori Kolesnik demostró que {\displaystyle \inf \theta \leq 35/108}.[2]
- En 1988, H. Iwaniec and C. J. Mozzochi demostraron que {\displaystyle \inf \theta \leq 7/22.}[4]
- En 2003, M.N. Huxley perfeccionó el método para mostrar que {\displaystyle \inf \theta \leq 131/416.}[5]

Así que, el verdadero valor de {\displaystyle \inf \theta } se encontrará en algún sitio entre 1/4 y 131/416; es ampliamente conjeturado que sea exactamente 1/4. La evaluación directa de {\displaystyle \Delta (x)} da crédito a esta conjetura, puesto que {\displaystyle \Delta (x)/x^{1/4}} parece estar aproximadamente distribuida normalmente con desviación estándar de 1 para los x hasta al menos 1016.